# Сторер, Беллами (1847—1922)
Беллами Сторер (англ. Bellamy Storer; 28 августа 1847, Цинциннати, США — 12 ноября 1922, Париж, Франция) — американский политик и дипломат, член Палаты представителей Конгресса США от штата Огайо.

## Биография
Сторер родился в Цинциннати (Огайо) в семье политика Беллами Сторера и Элизабет Дринкер Сторер. Он учился в начальной школе в Цинциннати и в частной латинской школе Диксвелла в Бостоне. Он окончил Гарвардский университет (1867) и правовую школу колледжа Цинциннати (1869) и затем открыл в родном городе адвокатскую практику. В 1869—1870 годах он служил помощником федерального прокурора США в южном судебном округе Огайо.
В 1886 году Сторер женился на Марии Лонгворт Николс — художнице и основательнице компании «Rookwood Pottery» (англ.). С 1891 по 1895 годы он был членом Палаты представителей Конгресса США от штата Огайо. Он почти не принимал участия в дебатах. В 1897 году он служил помощником государственного секретаря.
Сторер поддерживал Уильяма Мак-Кинли во время предвыборных кампаний на должность губернатора Нью-Йорка и президента США. Мак-Кинли назначил его посланником в Бельгии (1897—1899), а затем в Испании (1899—1902). В Бельгии он провёл время без пользы, а в Испании сумел справиться с такой проблемой, как возвращение испанских военнопленных после Филиппино-американской войны. Его друг Теодор Рузвельт назначил его посланником в Австро-Венгрии (1902—1906).
Сторер и его жена хотели, чтобы римский папа Лев XIII возвёл в кардинальский сан епископа Джона Айрленда (англ.). Рузвельт отказался их поддержать, и это привело к увольнению Сторера. Сторер вернулся к адвокатской практике в Цинциннати. Во время Первой мировой войны он помогал в организации гуманитарной помощи для Бельгии. Когда он жил в Риме, он организовал справочное бюро, которое обрабатывало письма к римскому папе по поводу пропавших без вести солдат. Бюро работало до конца войны.
Сторер умер в Париже 12 ноября 1922 и был похоронен на кладбище в Марвежоле во Франции.

## Примечание
1. 1 2  Spaulding, p. 93.